# Cladosporium nodulosum
Cladosporium nodulosum är en svampart som beskrevs av Corda 1837. Cladosporium nodulosum ingår i släktet Cladosporium och familjen Davidiellaceae.   Inga underarter finns listade i Catalogue of Life.